# امتيازي
«امتيازي» أو «ماي بريروجتف» (بالإنجليزية: "My Prerogative")‏ هي أغنية للفنان الأمريكي بوبي براون، حيث أصدرت الأغنية منفردة في 11 أكتوبر 1988. في 2004، أعادت بريتني سبيرز تسجيل الأغنية وأصدرتها كمنفردة في 21 سبتمبر كالأغنية المنفردة الأولى من ألبوم سبيرز التجميعي الأول «أفضل الأعمال: إمتيازي».
إنتاج الأغنية تم بواسطة بلودشاي & أفانت، الفريق الذي أنتج أغنية سبيرز «توكسيك» من ألبومها السابق. موسيقياً نسخة سبيرز تختلف عن نسخة بوبي براون، مع جمل من غيتار البيس ونوع من السينثبوب. في بداية الأغنية سبيرز تقول «يمكن للناس أن يبعدوا كل شيء عنك، وولكنهم لا يستطيعون أن يخفوا الحقيقة. ولكن السؤال هو: أيمكنك التعامل مع الألغام؟» (People can take everything away from you, But they can never take away your truth / But the question is, can you handle mine?). لم تتغير كلمات نسخة سبيرز عن النسخة الأصلية، ولكن تم تغييرها لتناسب امرأة.
في الولايات المتحدة، فشلت الأغنية في دخول سباق البيلبورد لأفضل 100 أغنية، ولكن دخلت قائمة تحت 100 أغنية وإحتلت المركز الأول!
في الفيديو المرافق للأغنية الذي تم تصويره في لوس أنجلوس، تظهر سبيرز في البداية تقود سيارة بورش 928 بسرعة عالية في هضاب هوليوود، ثم تقتحم سياج وتنزل في حوض سباحة داخل قصر، حيث يكون هناك حفلة في القصر. تخرج من الماء وتزحف لفوق السيارة لتغني المقطع الأول من الأغنية. بعد ذلك، تغادر حوض السباحة وتدخل القصر لتمشي بجانب حبيبين يتبادلان القبل. تدخل المطبخ، وتقص لها خادمة بعضاً من ثوبها الأسود. في المشهد التالي، تدخل إلى غرفة الدراسة حيث يكون زوجها آنذاك كيفين فيديرلاين يدخن ويشاهد على شاشة كبيرة فيديو لسبيرز بالأبيض والأسود. ثم تدخل إلى غرفة تغيير ملابس مع مرايا، مرتدية ملابس داخلية، كعب عالي وسترة فرو قصيرة. تدخل إلى غرفة نوم، حيث يكون هناك ثوب أسود على أريكة. ترتدي الثوب ثم ينتقل المشهد إلى الحفلة حيث ينتظر الناس المتجمعون. خلال الجسر الموسيقي، يتبين أن الحفلة هي حفلة زفافها، حيث تمشي سبيرز باتجاه مكان الحفلة حيث ينتظر فيديرلاين بجانب الكاهن. ينتهي الفيديو بلقطة لسبيرز باللون الأبيض والأسود وتنظر إلى الكاميرا.